# Lockheed XV-4 Hummingbird
Lockheed XV-4 Hummingbird (Hummingbird - kolibřík) byl americký experimentální letoun se schopností V/STOL (kolmý a krátký vzlet a přistání) postavený pro výzkumné účely společností Lockheed Corporation. Stroj si objednala v 60. letech 20. století sekce Transport Research Command americké armády (US Army), která jej označila jako Lockheed VZ-10. V roce 1962 byl stroj přeznačen na XV-4 (společně s letounem Ryan VZ-11RY, jenž dostal nové označení XV-5). Byly postaveny dva prototypy, oba byly zničeny při haváriích.

## Konstrukce a vývoj
Lockheed XV-4 Hummingbird byl experimentální letoun s proudovými motory a dodatečným spalováním v ejektorových komorách, které umožňovaly svislý let. Proud výfukových plynů se usměrňoval 20řadovou soustavou trysek do dvou ejektorových komor, přitom se dodatečně nasával vzduch. Vzduch se zahříval a vypuzoval, čímž se při vertikálním režimu letu docílilo zvýšení tahu o 40%.
První stroj se zřítil v létě 1964, pilot zahynul. Firma přestavěla druhý prototyp (vybavila jej mj. jinými motory General Electric J85), ten se zřítil v roce 1969. Pilot se úspěšně katapultoval. Program byl následně zastaven.

## Uživatelé
USA
- US Army

## Specifikace

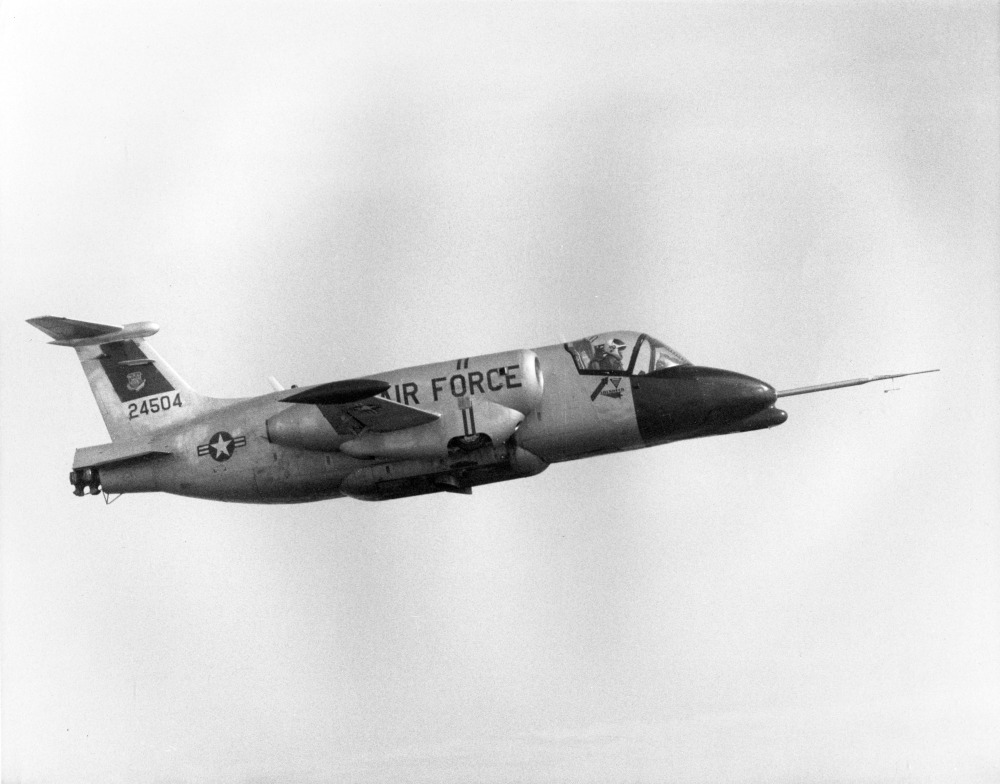
Lockheed XV-4B (62-4504)

Data z: 

### Technické údaje
- Posádka: 2
- Délka: 9,96 m
- Výška: 3,6 m
- Rozpětí křídla: 7,82 m
- Nosná plocha křídla: 9,66 m²
- Prázdná hmotnost:[pozn. 1] 2 266 kg
- Maximální vzletová hmotnost: 3 266 kg
- Pohon: 2× proudový motor Pratt & Whitney JT12A-3LH; 2 200 kW každý000

### Výkony (XV-4A)
- Maximální rychlost: 833 km/h ve výšce 10 000 stop (3 048 m)
- Cestovní rychlost: 628 km/h
- Dolet: 965 km
- Dynamický dostup: 12 200 m
- Stoupavost: 61 m/s
- Tah/hmotnost: 0.0115 kg/kN